# Daphoenictis
Daphoenictis — вимерлий рід хижих ссавців з родини амфіціонових, ендемічний для Північної Америки (Канада, США) підпохи пізнього еоцену (37.2–33.9 мільйонів років тому), що існує приблизно 3.3 мільйона років. Відомий лише один вид.